# Sancha van Portugal

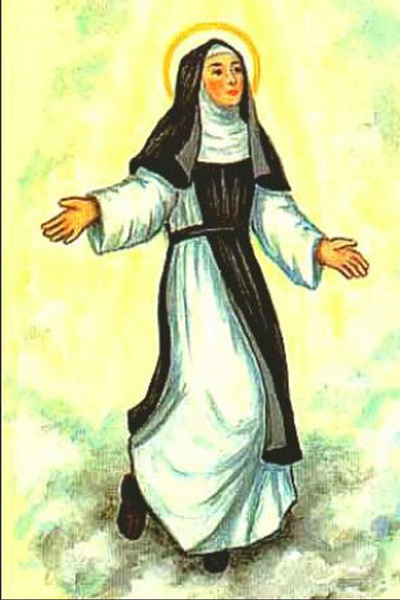

Sancha van Portugal (Coimbra, 1180 - Celas, Coimbra, 13 maart 1229) was een dochter van koning Sancho I van Portugal en Dulce van Barcelona. Zij was een zuster van de heilige Theresia van Portugal en de heilige Mafalda van Portugal. Als hoofd van de stad Alenquer vestigde zij daar de eerste franciscanen in Portugal. Verder stichtte Sancha nog het klooster van de zusters cisterciënzerinnen in Celas.
Zij werd heilig verklaard in 1705. Haar feestdag is op 11 april.

## Voorouders
| Voorouders van Sancha van Portugal (1180-1229) | Voorouders van Sancha van Portugal (1180-1229)                           | Voorouders van Sancha van Portugal (1180-1229)                           | Voorouders van Sancha van Portugal (1180-1229)                           | Voorouders van Sancha van Portugal (1180-1229)                           | Voorouders van Sancha van Portugal (1180-1229)                                           | Voorouders van Sancha van Portugal (1180-1229)                                           | Voorouders van Sancha van Portugal (1180-1229)                                        | Voorouders van Sancha van Portugal (1180-1229)                                        |
| ---------------------------------------------- | ------------------------------------------------------------------------ | ------------------------------------------------------------------------ | ------------------------------------------------------------------------ | ------------------------------------------------------------------------ | ---------------------------------------------------------------------------------------- | ---------------------------------------------------------------------------------------- | ------------------------------------------------------------------------------------- | ------------------------------------------------------------------------------------- |
| Overgrootouders                                | Hendrik van Bourgondië (1066-1112) ∞ 1093 Theresia van León (1070-1132)  | Hendrik van Bourgondië (1066-1112) ∞ 1093 Theresia van León (1070-1132)  | Amadeus III van Savoye (1094-1148) ∞ Mathilde van Albon (-)              | Amadeus III van Savoye (1094-1148) ∞ Mathilde van Albon (-)              | Raymond Berengarius III van Barcelona (1082-1131) ∞ 1112 Dulcia van Provence (1090-1129) | Raymond Berengarius III van Barcelona (1082-1131) ∞ 1112 Dulcia van Provence (1090-1129) | Ramiro II van Aragón (1080-1147) ∞ 1135 Agnes van Poitou (1110-1157)                  | Ramiro II van Aragón (1080-1147) ∞ 1135 Agnes van Poitou (1110-1157)                  |
| Grootouders                                    | Alfons I van Portugal (1110-1185) ∞ 1146 Mathilde van Savoye (1121-1158) | Alfons I van Portugal (1110-1185) ∞ 1146 Mathilde van Savoye (1121-1158) | Alfons I van Portugal (1110-1185) ∞ 1146 Mathilde van Savoye (1121-1158) | Alfons I van Portugal (1110-1185) ∞ 1146 Mathilde van Savoye (1121-1158) | Ramon Berenguer IV van Barcelona (1113-1162) ∞ 1150 Petronella van Aragón (1135-1174)    | Ramon Berenguer IV van Barcelona (1113-1162) ∞ 1150 Petronella van Aragón (1135-1174)    | Ramon Berenguer IV van Barcelona (1113-1162) ∞ 1150 Petronella van Aragón (1135-1174) | Ramon Berenguer IV van Barcelona (1113-1162) ∞ 1150 Petronella van Aragón (1135-1174) |
| Ouders                                         | Sancho I van Portugal (1154-1212) ∞ 1175 Dulce van Barcelona (1160-1198) | Sancho I van Portugal (1154-1212) ∞ 1175 Dulce van Barcelona (1160-1198) | Sancho I van Portugal (1154-1212) ∞ 1175 Dulce van Barcelona (1160-1198) | Sancho I van Portugal (1154-1212) ∞ 1175 Dulce van Barcelona (1160-1198) | Sancho I van Portugal (1154-1212) ∞ 1175 Dulce van Barcelona (1160-1198)                 | Sancho I van Portugal (1154-1212) ∞ 1175 Dulce van Barcelona (1160-1198)                 | Sancho I van Portugal (1154-1212) ∞ 1175 Dulce van Barcelona (1160-1198)              | Sancho I van Portugal (1154-1212) ∞ 1175 Dulce van Barcelona (1160-1198)              |